# Лобезки окръг
Лобезки окръг (на полски: Powiat łobeski) е окръг в Западнопоморско войводство, Северозападна Полша. Заема площ от 1065,13 km2. Административен център е град Лобез.

## География
Окръгът се намира в историческия регион Померания. Разположен е в централната част на войводството.

## Население
Населението на окръг възлиза на 38 408 души (2012 г.). Гъстотата е 36 души/km2.

## Административно деление
Административно окръгът е разделен на 5 общини.
Градско-селски общини:
- Община Добра
- Община Лобез
- Община Реско
- Община Венгожино

Селска община:
- Община Мале Радово

## Фотогалерия
- Добра
- Лобез
- Венгожино
- Реско
- Мале Радово